# 칠성고등학교
칠성고등학교(七星高等學校)는 대한민국 대구광역시 북구 칠성동2가에 있는 공립 고등학교이다.

## 학교 연혁
- 2008년 9월 25일 : 칠성고등학교 설립 인가(총 18학급, 남학교)
- 2008년 12월 31일 : 교사 건축 준공
- 2009년 3월 1일 : 초대 이창환 교장 취임
- 2009년 3월 13일 : 제1회 입학식(6학급 193명 남학생)
- 2011년 4월 1일 : 교육과학기술부 선정 자율형 공립고등학교 선정
- 2011년 4월 20일 : 자율형공립고등학교 지정
- 2012년 2월 9일 : 제1회 졸업식 (남학생 192명)
- 2022년 1월 27일 : 제11회 졸업식(남학생 142명, 누계 1,932명)
- 2022년 3월 1일 : 제5대 박은행 교장 취임
- 2022년 3월 2일 : 제14회 입학식(남학생 117명)

## 참고 자료
- 칠성고등학교 - 한국교육학술정보원 학교알리미